# Nicolae Păștinică
Nicolae Păștinică este un general (cu 4 stele) român, care a îndeplinit funcția de șef al Inspectoratului General al MApN.
A obținut titlul de doctor în științe militare.
După cum afirmă generalul Constantin Olteanu, în perioada Revoluției, la 22 decembrie 1989, colonelul Păștinică "ținea locul șefului de stat major (al Armatei a II-a n.n.) - vorbea de zor la telefon în legătură cu trimiterea a două regimente de la Brăila și de la Râmnicu Sărat la București. Și omul le stabilea ca la regulament, metodic, itinerarii, trei zile hrană rece, muniții pentru situație de luptă, parole, cine-i recunoaște, cine-i așteaptă la intrare în București etc. (...) Mi-au explicat că legătura cu MStM se realiza prin viceamiralul Mihai Aron și generalul Ilie Constantinescu și că aveau ordin să trimită unele regimente la București, dar fără să cunoască exact misiunea. Eu acum știu de la generalul Nicolae Eftimescu, prim-adjunct al șefului MStM și șef al Direcției Operații, că pe 22 decembrie, în jurul orelor 14.00, au pus la punct celebra nota telefonică numărul 38, care, după ce a fost amendată și însușită și de generalul Victor Stănculescu, s-a transmis în toată Armata, ordonându-se întoarcerea trupelor în cazărmi. Ca după câteva ore cineva să ordone mișcările acelea de trupe, adică să scoată iar Armata în stradă cu urmările care se cunosc. De ce? Și cine?" 
Generalul Nicolae Păștinică a fost înaintat la gradul de general-locotenent (cu 2 stele) la 21 octombrie 1994  și apoi la cel de general de corp de armată (cu 3 stele) la 1 decembrie 1999 .
La data de 1 octombrie 2003, a fost înaintat la gradul de general (cu 4 stele), fiind trecut în rezervă cu același grad.
Generalul Păștinică este membru al Academiei Oamenilor de Știință din România, Secția Militară.